# Heydenia scolyti
Heydenia scolyti är en stekelart som beskrevs av Yang 1996. Heydenia scolyti ingår i släktet Heydenia och familjen puppglanssteklar. Inga underarter finns listade i Catalogue of Life.